# WXLK
WXLK (Branding: K-92, Slogan: Virginia's #1 Hit Music Station) ist ein US-amerikanischer lokaler Musik-Hörfunksender aus Roanoke im US-Bundesstaat Virginia. 
Betreiber und Eigentümer ist Mel Wheeler, Inc. WXLK ist auf der UKW-Frequenz 92,3 MHz empfangbar.